# Necmettin Erbakan
Necmettin Erbakan (n. 29 octombrie 1926, Sinop, Provincia Sinop, Turcia – d. 27 februarie 2011, Ankara, Ankara (il), Turcia) a fost politician, profesor universitar și inginer turc, prim-ministru al Turciei în perioada 28 iunie 1996-30 iunie 1997. El este inițiatorul mișcării Millî Görüș (Viziunea Națională), de orientare naționalistă, conservatoare și islamistă. De-a lungul timpului, a condus mai multe formațiuni politice exponente ale acestei ideologii.

## Biografie

### Copilărie și studii
Necmettin Erbakan s-a născut în data de 29 octombrie 1926 în orașul Sinope din nordul Turciei. Tatăl său era Mehmed Sabri, un judecător din celebra familie Kozanoğlu din Cilicia, iar mama sa, a doua soție a lui Sabri, era nativă din Sinope. Ținând cont de originea familiei sale, tânărul Necmettin a putut urma liceul la Istanbul, iar apoi a urmat cursurile Facultății de Mecanică și Inginerie din cadrul Universității Tehnice din Istanbul pe care a absolvit-o în anul 1948. În anii următori, și-a dat doctoratul în inginerie mecanică la RWTH Aachen University din Germania. Întors în Turcia, a devenit lector la Universitatea Tehnică din Istanbul, iar din 1965 a primit titlul de profesor.

### Activitate politică și ideologie
Necmettin Erbakan a intrat în politică în anul 1969, publicând celebrul său manifest intitulat Millî Görüș (Viziunea Națională). Conform manifestului, Turcia este în pericol. Occidentul creștin și sionismul sunt principalii inamici ai statului care vor să-l ruineze, să-l jefuiască și să exploateze poporul turc, făcându-l să renunțe la tradițiile sale și la islam. Turcia nu poate să-și dezvolte adevăratul potențial industrial și economic decât sub un regim suveranist, conservator și naționalist, bazat pe morala și educația musulmană. Prin urmare, Necmettin Erbakan era un critic acerb al secularizării și al laicismului, considerând că doar islamul putea oferi cu adevărat independența și prosperitatea poporului turc. Aceste viziuni specifice islamului politic (islamiste) l-au făcut pe Necmettin Erbakan să creeze o serie de organizații politice. În același an, 1969, Necmettin Erbakan a devenit pentru prima dată deputat independent de Konya în Marea Adunare Națională a Turciei.
Primul partid condus de către Necmettin Erbakan, bazat pe ideologia islamistă Millî Görüș este Partidul Ordinii Naționale (Millî Nizam Partisi, MNP), apărut în anul 1970 și interzis un an mai târziu din cauza retoricii profund anti-seculariste și anti-constituționale. Un alt partid fondat și condus de către Erbakan a fost Partidul Salvării Naționale (Millî Selâmet Partisi, MSP), apărut în 1972. Partidul a devenit popular în Turcia, iar în 1975 a făcut parte din coaliția de guvernare a lui Süleyman Demirel. În acest fel, Erbakan a ajuns viceprim-ministru în cadrul guvernului turc. Cu toate acestea, în 1977 guvernul se schimbă, iar în 1980 armata dă o lovitură de stat și toate partidele, inclusiv MSP, sunt interzise. MSP dispare în 1981. La doi ani, în 1983, este permisă reapariția partidelor, dar în anumite condiții. Atunci este fondat Partidul Bunăstării (Refah Partisi, RP), de către Necmettin Erbakan împreună cu Ali Türkmen și Ahmet Tekdal. Participând la alegerile parlamentare din 1991, noul partid, cu un discurs mai moderat, a reușit să ocupe în cadrul unei coaliții 64 de locuri. Printre parlamentarii aleși s-a numărat și  
Necmettin Erbakan ce a devenit din nou membru în Marea Adunare Națională a Turciei după ce în 1980 a fost nevoit să se retragă. 
În anul 1995, Necmettin Erbakan  a condus Partidul Bunăstării spre o nouă victorie în alegerile generale din acel an, obținând cel mai mare procentaj. S-a format o coaliție pentru crearea unui guvern de dreapta, naționalist, iar Erbakan a devenit prim-ministru în iunie 1996. Scurtul său mandat de un an a fost focalizat pe întărirea relațiilor economice cu țările musulmane în baza ideologiei sale panislamiste. A propus crearea Organizației pentru Cooperare Economică D-8 formată din Turcia, Egipt, Iran
, Nigeria, Pakistan, Bangladesh, Malaezia și Indonezia. De asemenea, a propus crearea unei organizații militare internaționale islamice ca un rival al NATO, dar și adoptarea unei monede unice pentru toate țările musulmane. În vederea acestor proiecte și a altora asemănătoare, Necmettin Erbakan ar fi discutat cu fostul lider libian, Muammar al-Gaddafi. Propunerile sale controversate au trezit opoziția militarilor kemaliști ce au realizat un memorandum prin care îi cereau demisia. Opoziția l-a acuzat, de asemenea, de încălcarea constituției. În cele din urmă, după mai multe scandaluri, Erbakan și partidul său au fost înlăturați de la guvernare și scoși din viața politică. Partidul Bunăstării a fost interzis, iar Erbakan a fost condamnat la 2 ani și 4 luni de închisoare într-un scandal economic. 
Foști membri ai Partidului Bunăstării au format Partidul Virtuții (Fazilet Partisi, FP), un alt partid de orientare islamistă al cărui mentor era Necmettin Erbakan. Cu toate acestea, din cauza interdicției de a participa la viața politică, acesta nu era membru. Partidul a fost interzis în 2001. La doi ani, în 2003, interdicția a expirat, iar Necmettin Erbakan a fondat Partidul Fericirii (Saadet Partisi, SP) pe care l-a condus până la moartea sa.

### Deces
Necmettin Erbakan a murit la vârsta de 84 de ani în data de 27 februarie 2011 la ora locală 11:40 la Spitalul Güven din Çankaya, Ankara. Cauza decesului a fost insuficiența cardiacă. Trupul său a fost transportat la Istanbul, iar ceremonia funerară a avut loc la Moscheea Fatih. Ulterior, a fost înmormântat în cimitirul Merkezefendi.